# 만주

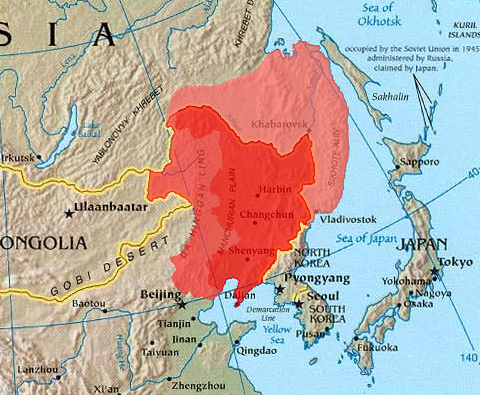
진한 붉은색은 동북(요녕성, 길림성, 흑룡강성) 지방이고, 조금 연한 부분은 내몽골 자치구 동부 지역, 가장 연한 부분은 외만주이다.

만주(만주어: ᠮᠠᠨᠵᡠ 만주, 중국어 간체자: 满洲, 정체자: 滿洲, 병음: Mǎnzhōu 만저우[*], 러시아어: Маньчжурия 만주리야[*], 영어: Manchuria 만추리아[*])는 중국의 둥베이 지방을 외국에서 부르는 지명이다. 만주족이 발상하여 거주한 지역인 데서 이름이 유래하였다.

## 만주의 영역
1. 둥베이: 랴오닝성, 지린성, 헤이룽장성 "(동북3성)"
2. 내몽골 자치구의 동북부. (동사맹: 후룬베이얼시, 싱안맹, 퉁랴오시, 츠펑시)
3. 허베이성 북부의 옛 러허성 지역.
4. 외만주 우수리강 아무르강 러시아 영토 스타노보이산맥 이남

## 역사
흉노족, 예맥족(한민족), 선비족, 오환족, 거란족, 만주족의 거점지였으며 현재는 중국과 러시아 및 조선민주주의인민공화국(신도군)의 영토이다.
이 중 남부 압록강과 두만강 인근 지역을 일컬어 간도라고 하는데, 17세기 이후 청나라의 지배를 받았으며, 간도 협약으로 인해 오늘날 간도 지역은 영토 분쟁의 씨앗이 되었다. 청조의 만주족 지배자들은 만주를 성역화, 한족들의 이주를 금지시켰으나 이 지역을 파고드는 러시아인들에 대항하는 완충지를 건설하기 위해, 19세기 중반부터 이곳의 한족 이주를 묵인했다. 그로 인해 산둥, 허베이 등 중국 북부로부터 한족 이민들이 물밀듯이 유입(19세기 말에서 제2차 세계 대전 시작까지 무려 2,500만명),이 지역의 인구학적 구성을 극적으로 변화시켰다. 1920년대 말 한족 이민들의 숫자는 한 해 백만명까지 치솟았다. 1931년 일본이 만주사변을 일으켜 괴뢰국인 "만주국"을 세웠지만 1945년 소련의 만주 전략공세작전으로 만주가 점령되면서 만주국은 멸망한다. 이후 1949년 중국 공산당이 국공 내전에서 승리하면서 소련은 중국한테 만주를 반환한다.

## 현재 거주하는 민족
중국 한족, 러시아인이 제일 많다. 러시아령 만주에는 우크라이나인, 유대인들도 거주한다.

## 같이 보기
- 한반도
- 간도
- 랴오둥반도
- 랴오시
- 만주국
- 만주국 임시정부(滿洲國臨時政府, en:Manchukuo Temporary Government)
- 아이신기오로
- 동북공정
- 만주 웨스턴